# Celia en los infiernos

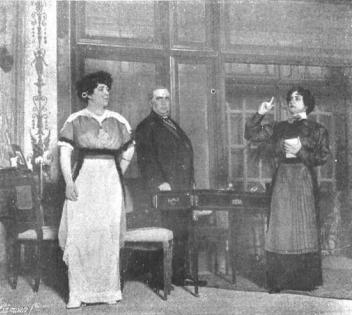
Nieves Suárez, María Palou y Pedro Sepúlveda de una escena del estreno en 1913.

Celia en los infiernos es una obra de teatro en cuatro actos de Benito Pérez Galdós, estrenada el 9 de diciembre de 1913 en el Teatro Español de Madrid.

## Argumento
Celia es una mujer joven con importante fortuna. Por azares de la vida, accede al inframundo en el que vive su secretario: el Madrid de los bajos fondos y la miseria física y moral. Celia entiende que debe encaminar sus acciones a regenerar ese sórdido ambiente.

## Estreno
- Intérpretes: Nieves Suárez, José Santiago, Pedro Sepúlveda, María Palou.